# クレオ・レーン

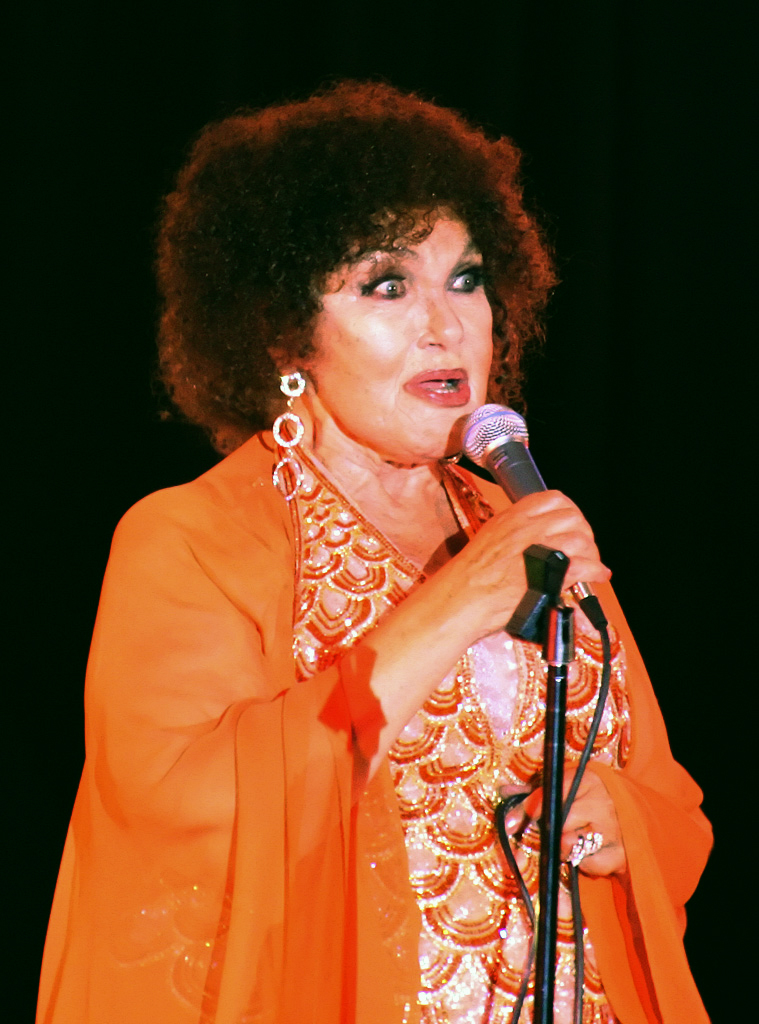
クレオ・レーン（2007年）

クレオ・レーン（Cleo Laine、DBE、1927年10月28日 - 2025年7月24日）は、スキャットで名高いイギリスの大御所ボーカリストにしてミュージカル女優である。ジャズ、ポピュラー音楽、クラシック音楽の各部門においてグラミー賞にノミネートされたことのある唯一の女性歌手である。 

## 略歴
ロンドン郊外のサウスオールにて、ジャマイカ人の父とイングランド人の母親との間に生まれる。早くから母親によって声楽教室やダンス教室に通わされるも、20代半ばまでは本気で歌手になるつもりはなく、美容師見習いや司書、質屋の店員として働いた。ミュージシャンのジョニー・ダンクワース率いるジャズ・バンドのオーディションに晴れて合格し、1958年までその楽団と共演を続ける。同年、ダンクワースと結婚。
その後は歌手や舞台女優として活動の幅を広げるようになり、1950年代にジョン・オズボーンやハロルド・ピンターら当時の若手作家の拠点であった、ロンドンのロイヤルコート劇場において新作戯曲の主役を張る。1959年以降はミュージカルにも進出し、1971年にはアデルフィ劇場における『ショウボート』公演にも出演した。
この間に録音でも2度の大成功を収めている。1961年にエディンバラ音楽祭においてクルト・ヴァイルの『七つの大罪』のプリマドンナを務めるなか、レコード「You'll Answer to Me」を全英トップテンにチャートインさせた。1964年に夫ジョニー・ダンクワースと共演したアルバム『シェクスピア・ジャズ (Shakespeare and All that Jazz)』は、批評家筋から幅広い称賛を勝ち得るとともに、ジャズ・ボーカリストとしては斬新な一面と一体化してきた彼女のレパートリーの中でも、今日まで際立って画期的な一枚に数えられている。
1972年に国際的な活動を開始。オーストラリアで最初のツアーを行なって成功させ、その直後には、ニューヨークのリンカーンセンターにおいて米国デビューも果たすとともに、1973年にはカーネギーホールでもコンサートを行った。その後は全米ツアーとカナダ・ツアーを行い、数々のレコード製作やテレビ出演にも活躍。これまでにも度々グラミー賞にノミネートされてきたが、1983年のカーネギーホールにおけるライブを収録した音盤により、初めてグラミー賞を獲得した。その他の重要なアルバムに、レイ・チャールズやメル・トーメと共演したものや、グラミー賞クラシック音楽部門にノミネートされたシェーンベルクを歌ったアルバム『月に憑かれたピエロ (Sings Pierrot Lunaire)』がある。またジェームズ・ゴールウェイやナイジェル・ケネディ、ジュリアン・ロイド・ウェッバーやジョン・ウィリアムスら、クラシック音楽のアーティストとも共演をしてきた。
1979年に音楽界への献身が実ってDBEを授与され、1997年の正月には、デイムの称号を授かった（2006年の正月には、夫ジョニーがCBEに序せられサーの称号を授与された）。
その他に、バークリー音楽大学、ケンブリッジ大学、ヨーク大学などから名誉博士号を授与されており、さらにケンブリッジ大学からは、ヒューズホール大学院の名誉学友に選ばれている。
2025年7月24日の午後に死去。97歳没。

## ディスコグラフィ

### リーダー・アルバム
- She's the Tops! (1957年、MGM)
- 『イン・レトロスペクト』 - In retrospect (1957年、MGM)
- 『クレオズ・チョイス』 - Cleo's Choice (1958年、Nixa)
- 『パラディウム・ジャズ・デイト』 - Jazz Date (1961年、Wing) ※with タビー・ヘイズ
- All About Me (1962年、Fontana)
- 『シェイクスピア・ジャズ』 - Shakespeare and All That Jazz (1964年、Fontana)
- Woman to Woman (1966年、Fontana)
- Sir William Walton's Facade (1967年、Fontana) ※with アニー・ロス
- 『クレオ・レーン・ウィズ・ジョン・ダンクワース』 - If We Lived on the Top of a Mountain (1968年、Fontana)
- The Unbelievable (1968年、Fontana)
- Soliloquy (1968年、Fontana)
- 『ポートレイト』 - Portrait (1971年、Philips)
- Feel the Warm (1972年、Columbia)
- 『イヴニング・ウィズ・クレオ』 - An Evening with Cleo Laine & the John Dankworth Quartet (1972年、Philips)
- 『アイ・アム・ア・ソング』 - I Am a Song (1973年、RCA Victor)
- Day by Day (1973年、Stanyan)
- Cleo Laine Live!!! at Carnegie Hall (1974年、RCA Victor)
- 『ア・ビューティフル・シング』 - A Beautiful Thing (1974年、RCA Victor)
- 『月に憑かれたピエロ』 - Sings Pierrot Lunaire (1974年、RCA Red Seal)
- Cleo Close Up (1974年、RCA Victor)
- Spotlight On Cleo Laine (1974年、Philips)
- Easy Livin (1975年、Stanyan)
- Cleo Laine (1975年、MGM)
- 『ベスト・フレンズ』 - Best Friends (1976年、RCA Victor) ※with ジョン・ウィリアムス
- 『金曜日のクレオ』 - Born on a Friday (1976年、RCA Victor)
- 『ポーギーとベス』 - Porgy & Bess (1976年、RCA Victor) ※with レイ・チャールズ
- 『ジス・イズ・クレオ〜クレオ・レーン・アット・ウェイヴンドン』 - At the Wavendon Festival (1976年、Black Lion)
- 『ア・ラヴァー・アンド・ヒズ・ラス』 - A Lover and His Lass (1976年、Esquire) ※with ジョニー・ダンクワース
- 『リターン・トゥ・カーネギー』 - Return to Carnegie (1977年、RCA Victor)
- Cleo's Greatest Show Hits (1978年、RCA Victor)
- 『タッチ・オブ・ナウ』 - Gonna Get Through (1978年、RCA Victor)
- 『ワードソング』 - Cleo Laine Sings Word Songs (1978年、RCA Victor)
- Cleo Laine in Australia (1978年、World Record Club) ※with ジョニー・ダンクワース
- Cleo's Choice (1974年、Marble Arch)
- 『ベスト・フレンズII』 - Sometimes When We Touch (1980年、RCA Red Seal) ※with ジェームズ・ゴールウェイ
- Cleo Laine in Concert (1980年、RCA Victor)
- One More Day (1981年、Sepia)
- 『スマイリン・スルー』 - Smilin' Through (1982年、CBS) ※with ダドリー・ムーア
- Let the Music Take You (1983年、CBS) ※with ジョン・ウィリアムス
- That Old Feeling (1984年、K West)
- 『アット・カーネギー・ホール〜10thアニバーサリー・コンサート』 - Cleo at Carnegie: The 10th Anniversary Concert (1984年、RCA Victor)
- At the Carnegie: Cleo Laine in Concert (1986年、Sierra)
- The Unforgettable Cleo Laine (1987年、PRT)
- Cleo Sings Sondheim (1988年、RCA Victor) ※with ジョナサン・チューニック
- 『ウーマン・トゥ・ウーマン』 - Woman to Woman (1989年、RCA Victor)
- 『ジャズ』 - Jazz (1991年、RCA Victor)
- 『ナッシング・ウィズアウト・ユー』 - Nothing without You (1992年、Concord Jazz) ※with メル・トーメ
- On the Town (1993年、Deutsche Grammophon) ※with マイケル・ティルソン・トーマス
- Blue and Sentimental (1994年、RCA Victor)
- 『ソリチュード』 - Solitude (1995年、RCA Victor) ※with デューク・エリントン楽団
- Quality Time (2002年、Sepia)
- Loesser Genius (2003年、Qnote) ※with ローリー・ハロウェイ